# 핑안리역
핑안리역(중국어: 平安里站)은 중국 베이징시 시청구 신제커우 거도·스차하이 가도 접경의 신제커우 남대가·시쓰 북대가·핑안리 서대가·디안먼 서대가 교차로에 위치한 베이징 지하철 4호선과 6호선과 19호선의 지하철 환승역이다. 역명은 현지지명 “핑안리(平安里)”에서 따왔다. 4호선의 역은 2009년 9월 28일 4호선이 정식 개통되면서 운영되었고, 6호선의 역은 2012년 12월 30일 6호선 1단계 개통과 함께 운영되었다. 19호선의 역은 2022년 7월 30일 개통되어 베이징 지하철에서 8번째로 3개 노선의 환승역이 되었다.

## 위치
핑안리역은 신제커우 남대가 - 시단 북대가 및 핑안리 서대가-디안먼 서대가(핑안 대가) 교차로애 위치한다. 4호선역은 교차로 북쪽에 위치하며, 신제커우 남대가를 따라 남북 방향으로 배열되어 있다. 6호선역은 교차로 서쪽에 위치하여 핑안리 서대가를 따라 동서방향으로 배열되어 있다.
이 역은 완공 후 “구성직보(旧城织补)”이라는 도시설계 공법을 도입하여 지하철역 건설 이전의 모습을 복원하고 "역사복현(历史复现)"의 설계 원칙을 극대화하여 철거가 옛 도시의 양식에 미치는 영향을 최소화하여 옛 도시의 원래 모습과 조화를 이루도록 하였다.

## 역 구조
핑안리역 4호선과 6호선은 모두 섬식 승강장의 지하역이다. 6호선은 역 동쪽에서 4호선과 교차하고, 19호선은 역 서쪽에서 6호선과 교차한다.
| 지면층                         | 출구                            | A—H출구                               |
| 지하 1층 4, 6, 19호선 대합실층 | 대합실                          | 고객 센터, 자동발매기, 개집표기       |
| 지하 2층 4호선 승강장층        | ←                               | ■ 4호선 안허차오베이 방면 (신제커우)  |
| 지하 2층 4호선 승강장층        | 섬식 승강장, 왼쪽 출입문이 열림 |                                       |
| 지하 2층 4호선 승강장층        | →                               | ■ 4호선 톈궁위안 방면 (다싱선) (시쓰) |
| 지하 2층 19호선 승강장층       | ←                               | ■ 19호선 무단위안 방면 (지수이탄)     |
| 지하 2층 19호선 승강장층       | 섬식 승강장, 왼쪽 출입문이 열림 |                                       |
| 지하 2층 19호선 승강장층       | →                               | ■ 19호선 신궁 방면 (타이핑차오)       |
| 지하 3층 6호선 승강장층        | ←                               | ■ 6호선 진안차오 방면 (처궁좡)        |
| 지하 3층 6호선 승강장층        | 섬식 승강장, 왼쪽 출입문이 열림 |                                       |
| 지하 3층 6호선 승강장층        | →                               | ■ 6호선 루청 방면 (베이하이베이)      |

### 대합실·환승
핑안리역 4호선 대합실은 신제커우 남대가 핑안리로 길목 북쪽 지하에, 6호선 대합실은 핑안리 서대가 길목 서쪽 지하에 위치한다. 4호선과 6호선은 대합실에서 양방향 환승통로를 통해 환승하며, 환승통로는 6호선 대합실 동쪽에서 4호선 대합실 중부로 연결된다. 역 구내에 이카통 충전과 체크아웃이 있다. 또한, 두 개의 노선 대합실에는 자동화기기가 설치되어 있다.

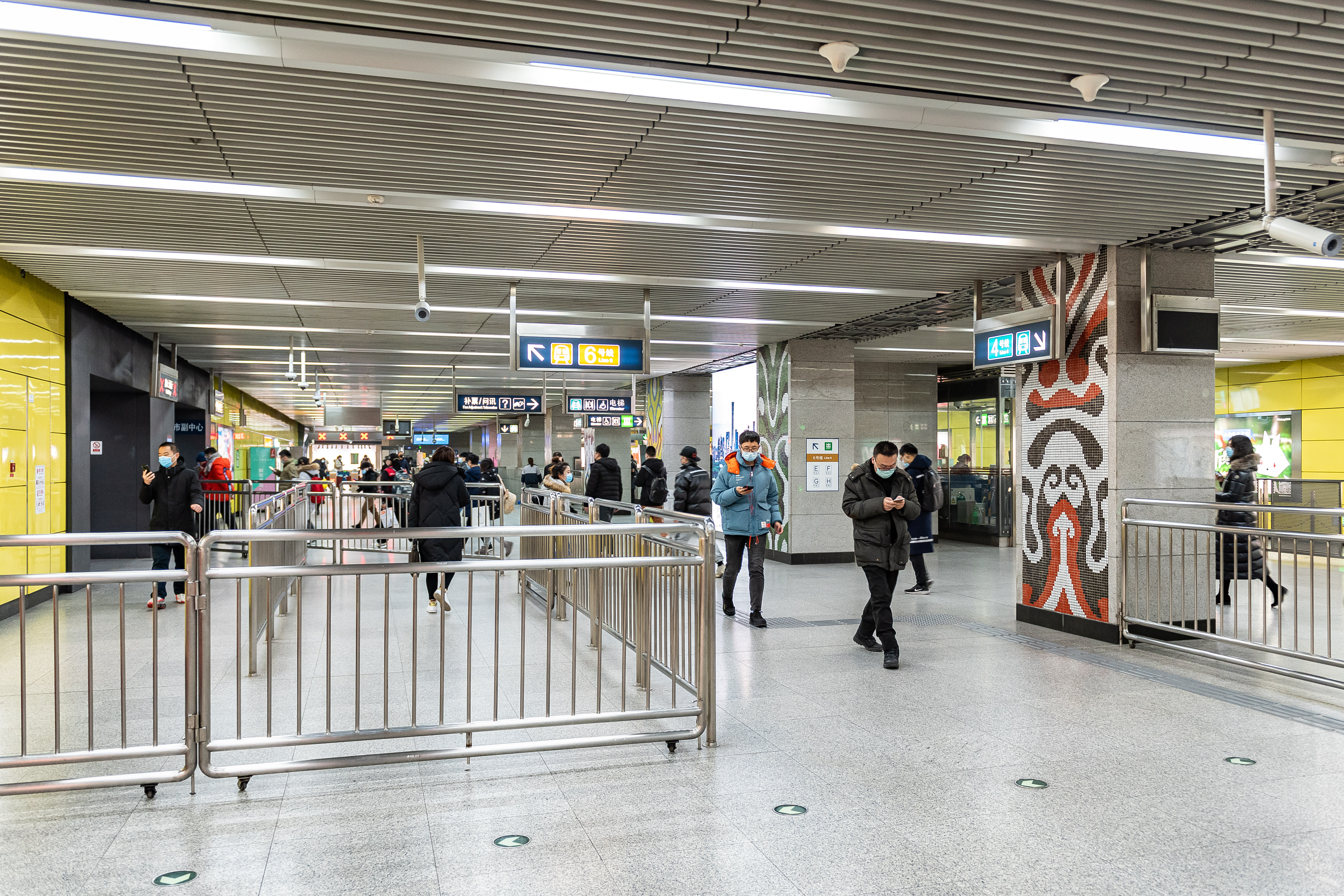
4호선 대합실과 6호선역과 연결되는 통로 출입구 (2021년 1월)
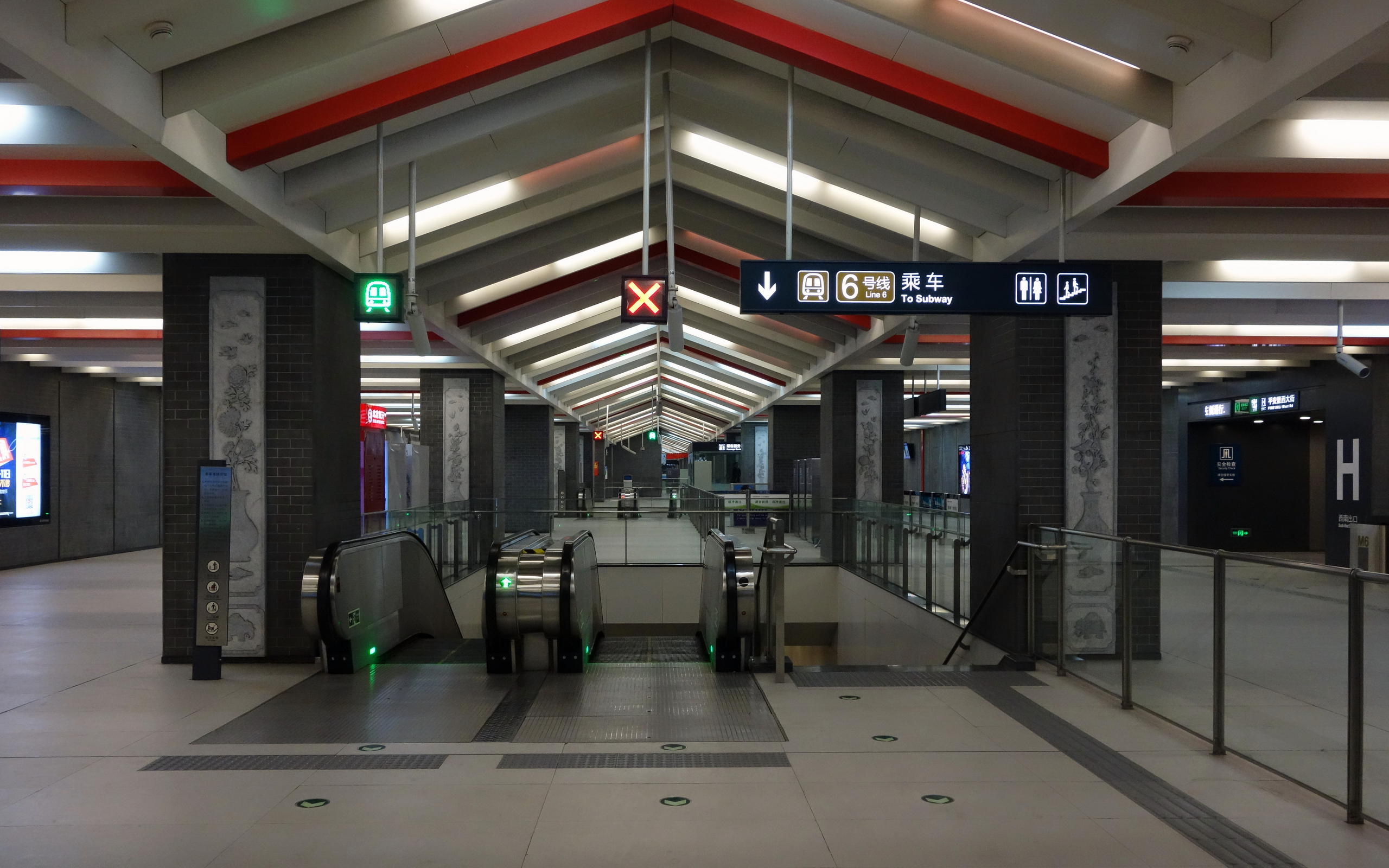
6호선 대합실 (2013년 11월)
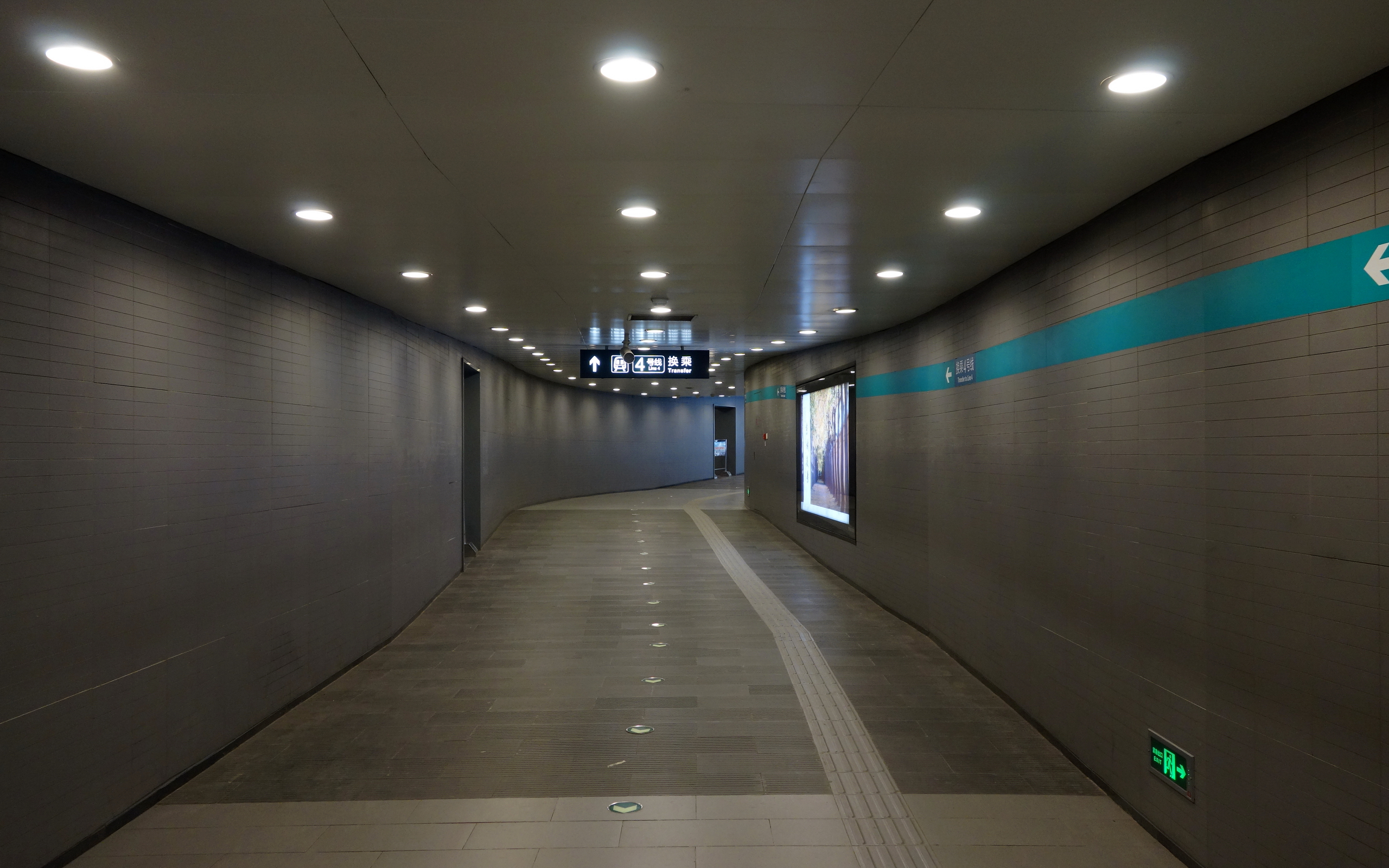
6호선 대합실과 4호선 대합실을 연결하는 환승통로 (2013년 11월)

### 승강장

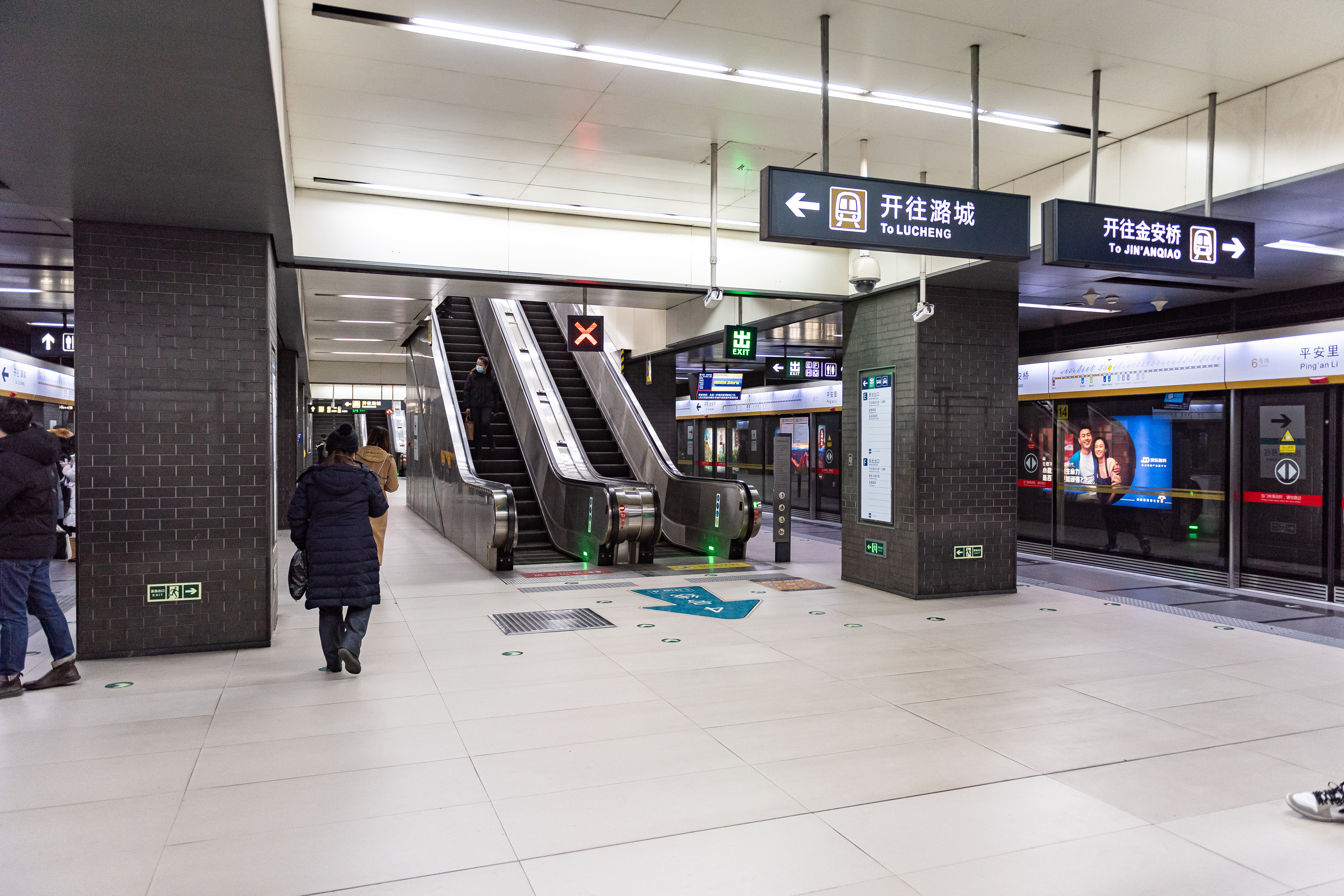
6호선 섬식 승강장 (2021년 1월)

핑안리역 4호선 승강장은 신제커우 남대가 아래에 섬식 승강장으로 이루어졌고 길이 120m이며 2대의 에스컬레이터, 1대의 엘리베이터가 대합실과 연결되어 있다. 6호선 승강장은 핑안리 서대가 아래에 섬식 승강장으로 이루어졌고 길이 160cm이며 4대의 에스컬레이터와 1대의 엘리베이터가 대합실과 연결되어 있다.

### 역 장식
4호선 역사 장식물은 네모난 기둥의 양면을 모자이크 벽돌로 이어 붙여 추상적인 경극 얼굴화장을 표현하였다.
6호선 역사 작식물은 오래된 베이징의 전통 청전·도리·전조 등으로 장식하고, 공공예술 작품인 《사계평안(四季平安)》, 《사사평안(事事平安)》, 《옥당부귀(玉堂富贵)》를 설치하였다.

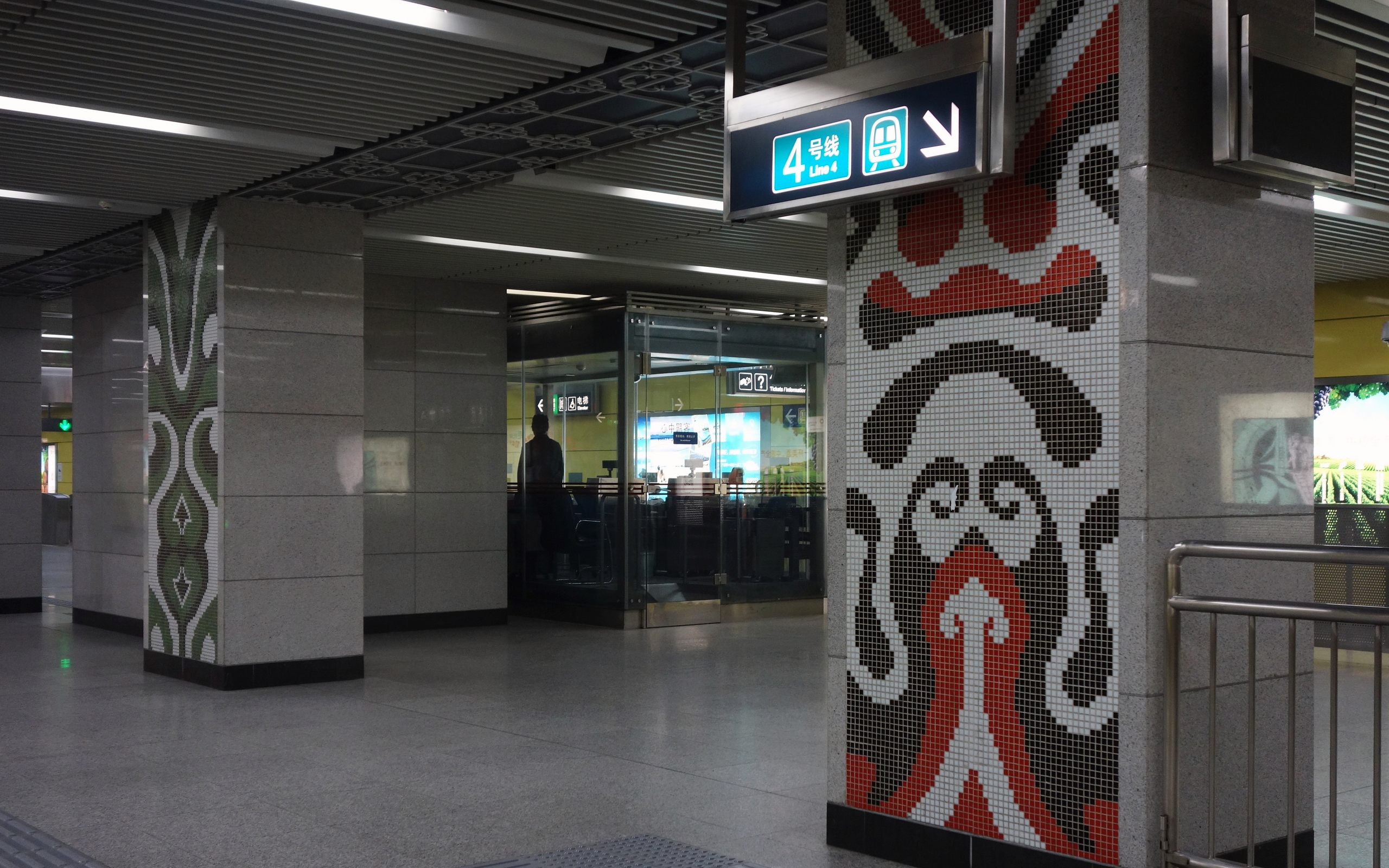
4호선 역사각형 기둥 양면에 경극 얼굴화장을 표현한 모자이크 타일
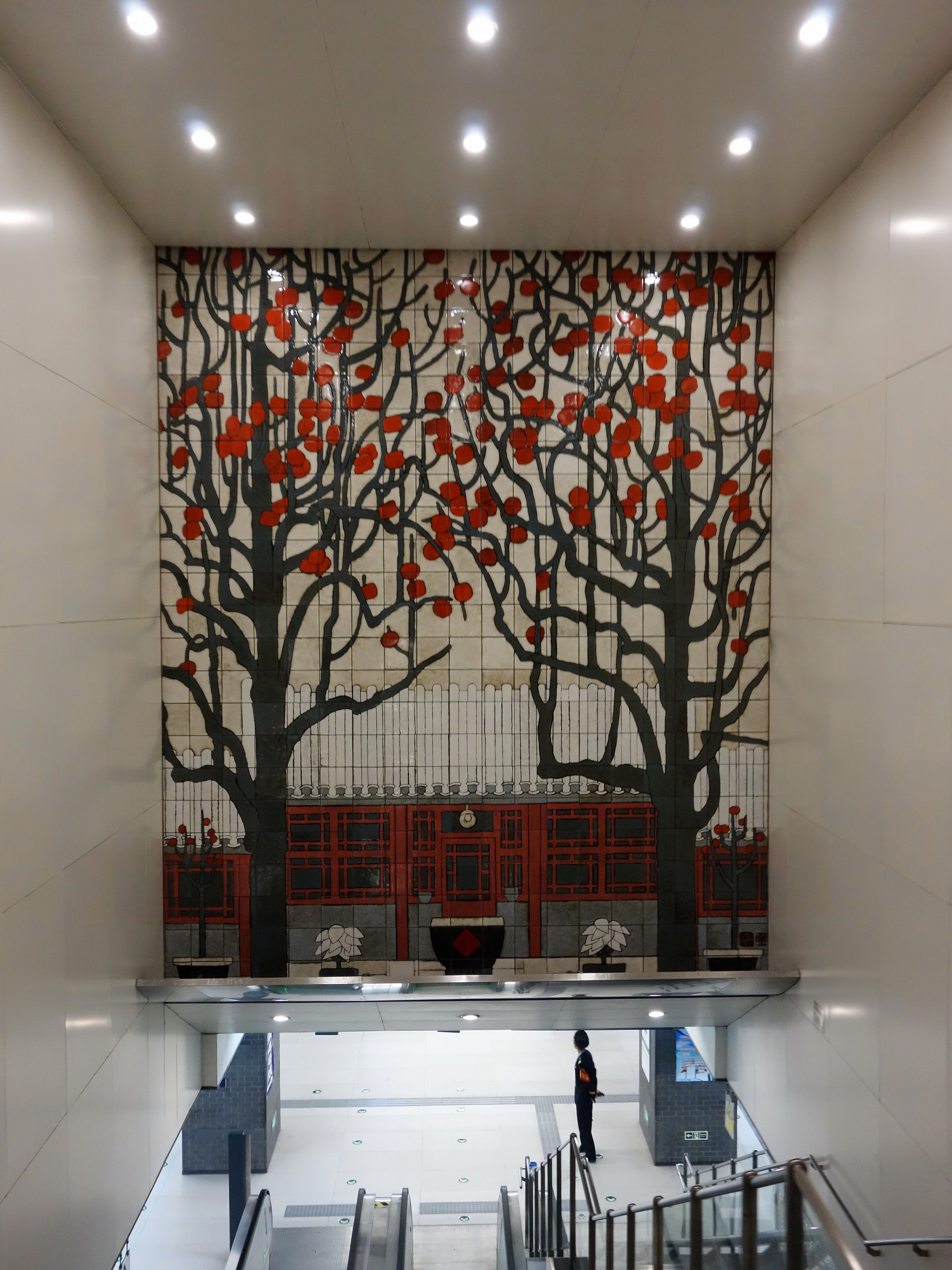
6호선 대합실~승강장 에스컬레이터 단락 벽면에 있는 유역공예 벽화《사사평안(事事平安)》

## 출입구
핑안리역은 모두 11개의 출입구가 있는데, 이 중 4호선의 4개 출입구는 신제커우 남대가와 핑안 대가의 교차로 북쪽에 있고, 6호선의 4개 출입구는 핑안리 서대가와 신제커우 남대가의 교차로 서쪽, 19호선의 3개 출입구는 자오뎅위로와 핑안 대가 교차로 북쪽에 위치한다.
|                         | |      |
|                         | |      |
|                         | |      |
| 출구                    | 출구 인근 | 사진 |
| 出口 · A                | 신제커우 남대가(서측), 핑안 병원 |      |
| 出口 · B                | 신제커우 남대가(동측), 호국사(护国寺), 후궈쓰가(护国寺街), 인민극장, 푸제 고거(溥杰故居), 메이란팡 기념관, 시청구 선사하이가도 사무소 |      |
| 出口 · C                | 더안먼 서대가(북측), 전국인민대회 컨퍼런스센터(全国人大会议中心), 베이징 대학 제1병원 제2호입원부, 베이징시 제4중학교                 |      |
| 出口 · D                | 핑안리 서대가(북측), 시청구 교육 연수 학원                                                                                            |      |
| 出口 · E                | 자오덩위로, 핑안리 서대가(북측), 둥관잉 후통, 진궈 후통, 위여우 후통, 핑안 병원                                                       |      |
| 出口 · F                | 핑안리 서대가(북측), 신제커우 남대가(서측), 위더 후통, 바오찬 후통                                                                    |      |
| 出口 · G                | 핑안리 서대가(남측), 타이핑창 후통 |      |
| 出口 · H                | 핑안리 서대가(남측), 자오덩위로, 베이징 대학 제1병원, 베이징시 제4중학교, 황청겐 소학교                                               |      |
| 出口 · J                | 핑안 병원 |      |
| 出口 · K                | 바오찬 후통 |      |
| 出口 · L                | 자오뎅위로 |      |
| 아이콘 설명: 엘리베이터 | |      |

## 역사
2003년 핑안리역의 위치는 4호선 시청구간의 나머지 7개 역과 함께 확정되었다. 철거와 토지 수용 등의 이유로 본역은 2006년에야 비로소 정식으로 공사가 시작되었고, 2009년 9월 28일에 정식 운영되었다.